# Национално знаме на Латвия
Националното знаме на Латвия представлява тъмно червен флаг с бяло хоризонтално поле в средата и има правоъгълна форма с отношение ширина към дължина 2:1. Ширината на горното и долното червени полета от флага е 2 пъти по-голяма от ширината на бялото поле. Червеният цвят в латвийското знаме има специфичен тъмен оттенък между кафяво и червено и често се среща под името „латвийско червено“.

## История
Писмени сведения за съществуването на червено-бялото знаме на Латвия се появяват за първи път в средата на 13 век, когато е било използвано във война между естонци и латвийци. Според легенда предводителят на латвийските войски, който бил смъртоносно ранен, бил увит в бяло платно. То се напоило от кръвта му и станало червено, а само мястото, върху което бил положен, останало бяло. В последвалата битка, това платно било използвано като знаме и врагът бил отблъснат. От този ден латвийските родове използвали тези цветове в битките.
Въз основа на тази легенда настоящият флаг на Латвия е проектиран през май 1917 г. и е официално приет на 15 юни 1921 г. Той е използван като национално знаме по времето на независимостта на Латвия между 1918 и 1940 г. След 1940 г. знамето било забранено от съветската власт и става отново официален символ на страната на 27 февруари 1990 г.

## Дизайн
Според Закона за латвийското национално знаме, описанието на знамето е:

Чл. 2 Описание на латвийското национално знаме

(1) Знамето на Република Латвия е карминено червено с бяла хоризонтална ивица.

(2) Съотношението червено-бяло-червено ивица на латвийското държавно знаме е 2:1:2.

(3) Съотношението на ширината и дължината на латвийското национално знаме е 1:2.

Точните цветове са установени в Закона за използване на латвийското държавно знаме, където те са определени според цветовия модел Pantone .
| Цвят | Официален цветови модел | RGB цветови модел | HEX цветови модел |
| ---- | ----------------------- | ----------------- | ----------------- |
|      | Carmine Pantone 201C    | (152, 30, 50)     | #981E32           |
|      | Pantone White           | (255, 255, 255)   | #FFFFFF           |
|      |                         | (0, 0, 0)         | #                 |
|      |                         | (0, 0, 0)         | #                 |
|      |                         | (0, 0, 0)         | #                 |
|      |                         | (0, 0, 0)         | #                 |

## Знаме през годините
- Знаме на Латвия (1918 – 1940)
- Знаме на Латвийската социалистическа съветска република (1919 – 1920)
- Знаме по време на германската окупация – Рейхскомисарият Остланд (1941 – 1944)
- Знаме на Латвийската ССР (1940 – 1953)
- Знаме на Латвийската ССР (1953 – 1990)